# Helminthascus arachnophthorus
Helminthascus arachnophthorus är en svampart som beskrevs av Tranzschel 1898. Helminthascus arachnophthorus ingår i släktet Helminthascus och familjen Clavicipitaceae.   Inga underarter finns listade i Catalogue of Life.